# Nagy Zsuzsanna (tornász)
Nagy Zsuzsanna, Pásztorné (Budapest, 1951. november 14. –) olimpiai bronzérmes magyar tornász, edző.

## Élete
A Német Szövetségi Köztársaságban, Münchenben rendezett XX., az 1972. évi nyári olimpiai játékokon a bronzérmes olimpiai tornászcsapat tagja (Békési Ilona, Császár Mónika, Kelemen Márta, Kéry Anikó, Medveczky Krisztina, Nagy Zsuzsanna). Összetett egyéniben a 41. lett.